# Giovanni Scajario

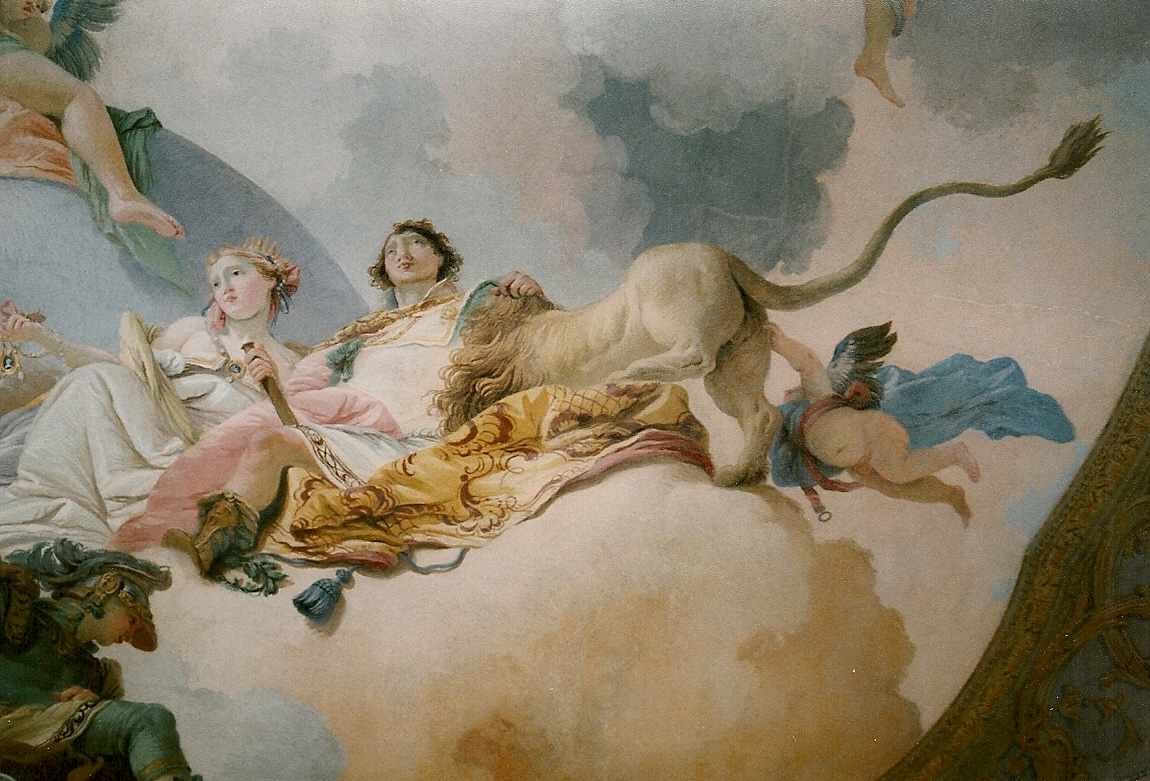
Affreschi di Scajario a Palazzo Pisani Moretta a Venezia.

Giovanni Scajario, anche noto come Scajaro, Scagliaro o Scaggiaro (Asiago, 1726 – 1792), è stato un pittore italiano del periodo rococò, attivo principalmente a Venezia.

## Biografia
Scajario fu seguace, se non allievo, di Giovanni Battista Tiepolo. Affrescò vari palazzi e chiese del Veneto, tra cui Palazzo Roberti a Bassano del Grappa, Palazzo Mocenigo, Palazzo Pisani Moretta e Palazzo Marin a Venezia. Dipinse anche per la chiesa di San Biagio a Venezia, chiesa di Sant'Anna in Valsugana e un Sant'Antonio da Padova per la chiesa parrocchiale di Santa Gertrude a Rotzo (in provincia di Vicenza).